# Centre de llançament de satèl·lits de Taiyuan
El Centre de Llançament de Satèl·lits de Taiyuan (TSLC) també conegut com a Base 25 (en xinès: 二十五基地), és una instal·lació de llançament de vehicles espacials i de defensa de la República Popular de la Xina. Està situat al Comtat de Kelan, Xinzhou, Província de Shanxi, i és el segon dels tres llocs de llançament que van ser creats al març de 1966. Va entrar en ple funcionament el 1968. Taiyuan es troba a una altitud de 1.500 metres i el seu clima sec fa que sigui un lloc ideal per al llançament de coets. Equivocadament, la Intel·ligència dels Estats Units designen el centre com a "Wuzhai Missile and Space Test Center", malgrat que la ciutat de Wuzhai es troba a una distància considerable del Centre de Llançament de Satèl·lits de Taiyuan.
El lloc s'utilitza principalment per llançar satèl·lits meteorològics, satèl·lits de recursos terrestres i satèl·lits científics en vehicles de llançament del model Llarga Marxa en òrbites heliosincrónicas. El TSLC també és un lloc important per al llançament de míssils balístics intercontinentals (ICBM) i per a proves de míssils balístics llançats des de submarins (SLBM).
El lloc compta amb un centre tècnic sofisticat, control de la missió i centre de control. Està comunicat per dos ferrocarrils que es connecten amb el Ferrocarril Ningwu-Kelan.

## Plataformes de llançament
- Complex de llançament 1: Vehicles CZ-1D, CZ-2C/SD, CZ-4A, CZ-4B i CZ-4C.[1]

- Complex de llançament 2: Vehicles CZ-2C, CZ-4B i CZ-4C. Primer ús el 25 d'octubre de 2008.[2]